# Рамирес, Рауль (актёр)
Рауль Рамирес Урибе (исп. Raul Ramirez Uribe) (28 января 1927, Гвадалахара, Мексика — 22 июня 2014, Мехико, Мексика) — мексиканский актёр театра и кино, режиссёр, сценарист, монтажёр и продюсер.

## Биография
Родился 28 января 1927 года в Гвадалахаре. После окончания средней школы поступил в художественную школу Андреса Солера. В мексиканском театре дебютировал в 1950 году в спектакле Жанна д'Арк, а в мексиканском кинематографе дебютировал в 1952 году и с тех пор принял участие в 94 работах в кино в качестве актёра, режиссёра, сценариста, монтажёра и продюсера. В начале своей карьеры в кино снимался у именитых режиссёров — Альфредо Б. Кревенны и Луиса Бунюэля (огромную популярность актёру принёс фильм Смерть в этом саду, где он сыграл вместе с французской актрисой Симоной Синьоре), чуть позже стал сниматься в телесериалах. В 1980-х годах занимал должность президента ANDI (Национальной ассоциации переводчиков).
Скончался 22 июня 2014 года в Мехико из-за осложнений. Имя этого выдающегося актёра вписано золотыми буквами в историю мексиканского театра и кино.

## Личная жизнь
Рауль Рамирес был женат на мексиканской актрисе Марселе Давидланд. Супруга подарила отцу единственного сына — будущего актёра Рауля Марсело Рамиреса, брак просуществовал до смерти актёра.

## Фильмография

### Мексика

#### Фильмы

##### Золотой век мексиканского кинематографа
- 1954 — Молодой Хуарес — Мануэль Дублайн (в титрах не указан).
- 1955 — Женщина на улице — Фернандо.
- 1956 — Козёл отпущения
- 1958 — Школа карманников — Пабло.
- 1959 — Циклон — Педро Сарате.

##### Последующие годы
- 1966 — Планета женщин-завоевательниц — Тоньо.
- 1969 — Желание приходит ночью — Фелипе Луна.
- 1971 — Весь горизонт, чтобы умереть
- 1973 —
  - Вторжение мертвецов — Профессор Бруно Вольпи.
  - Моя официантка
- 1974 — Жена дьявола (также в качестве продюсера)
- 1977 — Бубенчик — Гомес Рул.
- 1979 —
  - Пентхаус смерти (также в качестве сценариста и монтажёра) — Рауль Фонтальва/Рамиро Фуэнтес.
  - Уличные собаки 2 (совм. с Испанией) — Фернандо.
- 1998 — Вне закона

#### Телесериалы

##### Свыше 2-х сезонов
- 1985—2007 — Женщина, случаи из реальной жизни (17 сезонов; снялся в ??? сезонах).

##### Televisa
- 1963 — Неприкаянные сердца
- 1964 — Ловушка

### Франция

#### Фильмы
- 1956 — Смерть в этом саду (совм. с Мексикой) — Альваро.

## Театральные работы
- 1950 — Жанна д'Арк